# اس‌آی‌پی انیمیشن
اس‌آی‌پی انیمیشن (انگلیسی: SIP Animation) شرکت رسانه‌ای فرانسوی است، که در سال ۱۹۷۷ توسط حییم سبان تأسیس شد.